# جيمس هولاند (سياسي أمريكي)
جيمس هولاند هو عسكري وسياسي أمريكي، ولد في 24 سبتمبر 1938، وتوفي في 10 يونيو 2020. انتخب عضو مجلس نواب نيوهامبشير ‏ (1975 – 1976).